# 노스웨스트잉글랜드

노스웨스트잉글랜드

노스웨스트잉글랜드(North West England)는 잉글랜드의 지역 중 하나로 면적은 14,165km2, 인구는 7,052,000명(2011년 기준), 인구 밀도는 500명/km2이다. 런던 시에 해당되는 그레이터런던, 사우스이스트잉글랜드 지역 다음으로 가장 인구가 많다.
노스웨스트잉글랜드는 인구 270만의 광역권인 그레이터맨체스터를 비롯해 랭커셔, 머지사이드, 체셔, 컴브리아의 다섯 지역으로 나뉜다. 또 리버풀과 맨체스터 등의 대도시가 주로 남부에 자리잡고 있다.

## 지리
노스웨스트잉글랜드는 잉글랜드 북부의 서쪽 해안가에 자리잡고 있다. 그 서쪽으로는 아일랜드해와 접하고, 동쪽으로는 페나인 산맥으로 둘러싸여 있으며, 북쪽으론 스코티시보더스, 남쪽으론 웨스트미들랜즈와 접한다. 남동쪽으로는 웨일스 북부와도 경계를 접한다.
노스웨스트잉글랜드의 가장 대표적인 지형은 호수 지방(Lake District)과 체셔 평원이다. 호수 지방은 말 그대로 호수가 밀집한 지역이라는 뜻에서 붙여진 이름이며, 실제로 잉글랜드에서 가장 큰 자연호수인 윈더미어 호가 있다. 또 잉글랜드에서 가장 고도가 높은 호수인 브로드크랙 산의 브로드크랙 호와, 잉글랜드에서 가장 깊이가 깊은 와스트워터 호(74m)도 이곳에 있다. 한편 노스웨스트잉글랜드의 최고고도는 컴브리아에 있는 스카펠파이크로, 해발 978m이다.
노스웨스트잉글랜드는 농촌 지역과 도시 지역이 혼재되어 있다. 특히 리버풀과 맨체스터를 중심으로 형성된 광역권은 노스웨스트잉글랜드 지역 남부를 자치하고 있다. 컴브리아와 노던랭커셔가 있는 북부에는 주로 농촌 지역으로 이뤄져 있으며 남쪽으로 체셔 평원과 피크 지방(Peak District)까지 뻗어나간다.
노스웨스트잉글랜드에는 호수 지방 전역과 피크 지방 일부 지역, 요크셔데일스 지역 등이 국립공원으로 지정되어 있다. 또 언사이드 실버데일(Arnside and Silverdale)과 솔웨이 코스트, 볼랜드 숲이 특별 자연미관 지역으로 지정되어 있다.

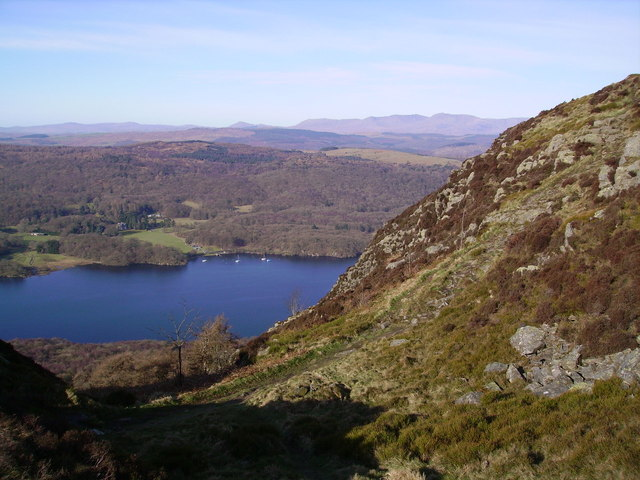
윈더미어 호수
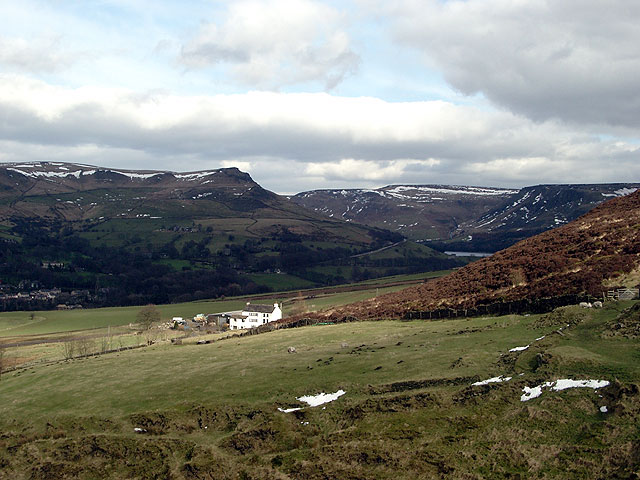
새들워스
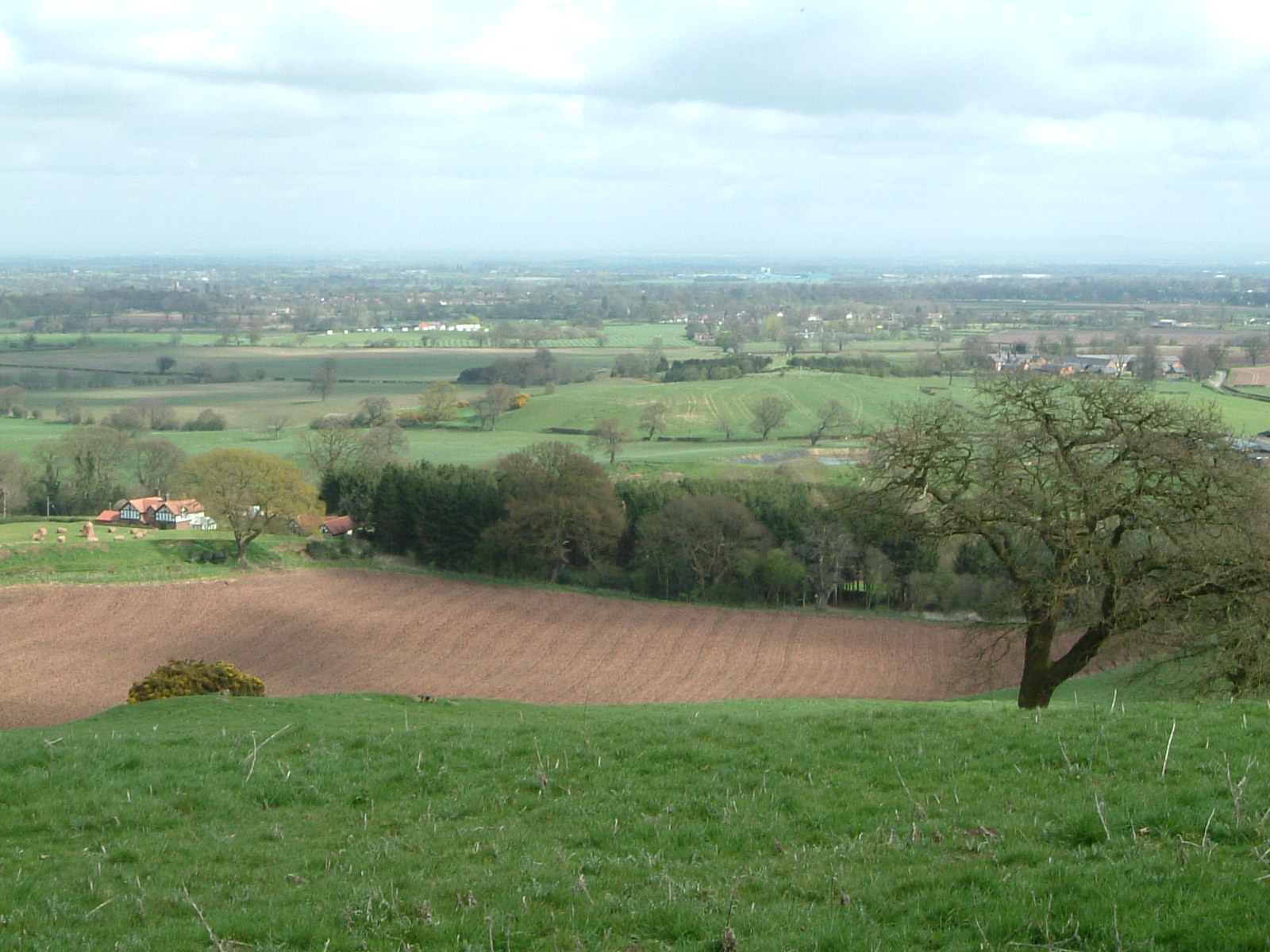
체셔 평원
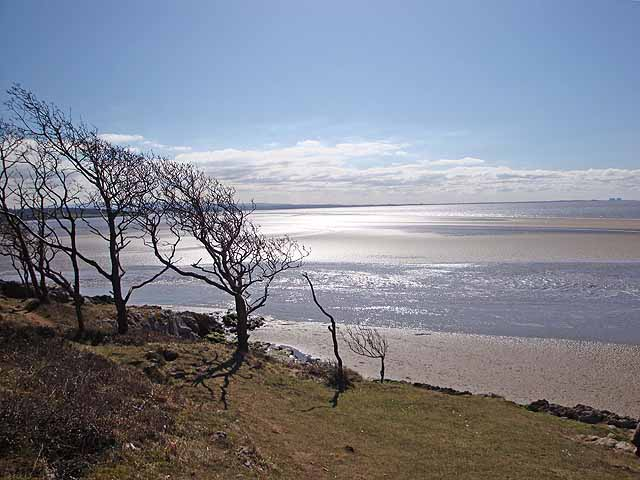
모어캠브 만

## 지역
| 크게 다섯 주로 나뉘며, 그 밑으로 여러 개의 자치구와 자치주가 있다. - 체셔주 - 체셔이스트 - 체셔웨스트 체스터 - 홀턴 구 - 워링턴 - 컴브리아주 - 그레이터맨체스터주 - 볼턴 도시 자치구 - 베리 도시 자치구 - 맨체스터 - 올덤 도시 자치구 - 로치데일 도시 자치구 - 시티오브솔퍼드 - 스톡포트 도시 자치구 - 테임사이드 - 트래퍼드 - 위건 도시 자치구 - 랭커셔주 - 블랙풀 - 블랙번위드다언 - 머지사이드주 - 노즐리 도시 자치구 - 리버풀 - 세프턴 도시 자치구 - 세인트헬렌스 도시 자치구 - 위럴 도시 자치구 | 노스웨스트잉글랜드의 주요 도시는 다음과 같다. \| 인구 40만 이상 - 맨체스터 (그레이터맨체스터주) - 리버풀 (머지사이드주) 인구 10만 이상 - 워링턴 (체셔주) - 블랙풀 (랭커셔주) - 체스터 (체셔주) - 스토크포트 (그레이트맨체스터 주) - 세일 (그레이터맨체스터주) - 볼턴 (그레이터맨체스터주) - 프레스턴 (랭커셔주) - 로치데일 (그레이터맨체스터주) - 블랙번 (랭커셔주) - 위건 (그레이터맨체스터주) - 세인트헬렌스 (머지사이드주) - 위센쇼 (그레이터맨체스터주) 인구 7만 이상 - 올덤 (그레이터맨체스터주) - 사우스포트 (머지사이드주) - 버컨헤드 (머지사이드주) - 베리 (그레이터맨체스터주) - 부틀 (머지사이드주) - 칼라일 (컴브리아주) - 노스위치 (체셔주) - 번리 (랭커셔주) - 크루 (체셔주) - 솔퍼드 (그레이터맨체스터주) \| 인구 5만 이상 - 런콘 (체셔주) - 위드니스 (체셔주) - 월러시 (머지사이드주) - 배로인퍼니스 (컴브리아주) - 엘즈미어포트 (체셔주) - 알트린챔 (그레이터맨체스터주) - 매클스필드 (체셔주) - 크로스비 (머지사이드주) - 리 (그레이터맨체스터주) 인구 3만 이상 - 애크링턴 (랭커셔주) - 랭커스터 (랭커셔주) - 애시턴언더라인 (그레이터맨체스터주) - 미들턴 (그레이터맨체스터주) - 리텀세인트앤스 (랭커셔주) - 엄스턴 (그레이터맨체스터주) - 커크비 (머지사이드주) - 스켈머즈데일 (랭커셔주) - 에클스 (그레이터맨체스터주) - 스트레트퍼드 (그레이터맨체스터주) - 덴턴 (그레이터맨체스터주) - 레일랜드 (랭커셔주) - 채더턴 (그레이터맨체스터주) - 모어캠 (랭커셔주) - 촐리 (랭커셔주) - 하이드 (그레이터맨체스터주) - 허이턴 (머지사이드주) - 손턴클리블리스 (랭커셔주) - 프레스트위치 (그레이터맨체스터주) - 새들워스 (그레이터맨체스터주) - 윈스퍼드 (체셔주) - 판워스 (그레이터맨체스터주) \| |
| 인구 40만 이상 - 맨체스터 (그레이터맨체스터주) - 리버풀 (머지사이드주) 인구 10만 이상 - 워링턴 (체셔주) - 블랙풀 (랭커셔주) - 체스터 (체셔주) - 스토크포트 (그레이트맨체스터 주) - 세일 (그레이터맨체스터주) - 볼턴 (그레이터맨체스터주) - 프레스턴 (랭커셔주) - 로치데일 (그레이터맨체스터주) - 블랙번 (랭커셔주) - 위건 (그레이터맨체스터주) - 세인트헬렌스 (머지사이드주) - 위센쇼 (그레이터맨체스터주) 인구 7만 이상 - 올덤 (그레이터맨체스터주) - 사우스포트 (머지사이드주) - 버컨헤드 (머지사이드주) - 베리 (그레이터맨체스터주) - 부틀 (머지사이드주) - 칼라일 (컴브리아주) - 노스위치 (체셔주) - 번리 (랭커셔주) - 크루 (체셔주) - 솔퍼드 (그레이터맨체스터주) | 인구 5만 이상 - 런콘 (체셔주) - 위드니스 (체셔주) - 월러시 (머지사이드주) - 배로인퍼니스 (컴브리아주) - 엘즈미어포트 (체셔주) - 알트린챔 (그레이터맨체스터주) - 매클스필드 (체셔주) - 크로스비 (머지사이드주) - 리 (그레이터맨체스터주) 인구 3만 이상 - 애크링턴 (랭커셔주) - 랭커스터 (랭커셔주) - 애시턴언더라인 (그레이터맨체스터주) - 미들턴 (그레이터맨체스터주) - 리텀세인트앤스 (랭커셔주) - 엄스턴 (그레이터맨체스터주) - 커크비 (머지사이드주) - 스켈머즈데일 (랭커셔주) - 에클스 (그레이터맨체스터주) - 스트레트퍼드 (그레이터맨체스터주) - 덴턴 (그레이터맨체스터주) - 레일랜드 (랭커셔주) - 채더턴 (그레이터맨체스터주) - 모어캠 (랭커셔주) - 촐리 (랭커셔주) - 하이드 (그레이터맨체스터주) - 허이턴 (머지사이드주) - 손턴클리블리스 (랭커셔주) - 프레스트위치 (그레이터맨체스터주) - 새들워스 (그레이터맨체스터주) - 윈스퍼드 (체셔주) - 판워스 (그레이터맨체스터주) |

## 인구
노스웨스트잉글랜드의 평균 인구는 잉글랜드 전체 평균인구의 13%를 넘는다. 노스웨스트잉글랜드의 인구 중 37.86%는 그레이터맨체스터 주에, 21.39%는 랭커셔 주에, 20.30%는 머지사이드 주에, 14.76%는 체셔 주에, 7.41%는 컴브리아 주에 거주한다. 참고로 컴브리아 주는 노스웨스트잉글랜드에서 가장 면적이 큰 주이기 때문에 인구밀도가 가장 낮다고도 볼 수 있다.
다음은 노스웨스트잉글랜드의 다섯 권역별 인구 통계자료이다. 2012년 기준이다.
| 주                 | 인구        | 인구밀도  | 주요 대도시          | 주요 대도시권                             |
| ------------------ | ----------- | --------- | -------------------- | ----------------------------------------- |
| 그레이터맨체스터주 | 2,629,400명 | 2,016/km2 | 맨체스터 (510,700명) | 그레이터맨체스터 도시권 (2,240,230명)     |
| 랭커셔주           | 1,449,600   | 468/km2   | 블랙풀 (142,100명)   | 프레스턴-촐리-레일랜드 도시권 (335,000명) |
| 머지사이드주       | 1,353,600명 | 2,118/km2 | 리버풀 (466,415명)   | 리버풀 도시권 (816,000명)                 |
| 체셔주             | 1,003,600명 | 424/km2   | 워링턴 (202,228명)   | 워링턴 도시권 (202,228명)                 |
| 컴브리아주         | 496,200명   | 73/km2    | 칼라일 (71,773명)    | 칼라일 도시권 (71,773명)                  |

## 스포츠
노스웨스트잉글랜드는 다트의 고장이기도 하다. 1896년 랭커셔의 목수였던 브라이언 갬린이 고안한 것이 시초다. 센트럴체셔에 있는 울턴 파크는 매년 6월마다 브리티시 투어링 카 챔피언십 대회가 열리며, 맨체스터에는 국제 네트볼 연맹 본부가 있고, 국립스쿼시센터와 국립사이클센터(맨체스터 벨로드롬)이 있다. 또 그레이하운드 경주가 처음으로 치러진 도시이기도 하다.
노스웨스트잉글랜드의 축구 역시 유명하다. 잉글랜드 축구리그 우승을 차지한 역대 116팀 중에서 절반인 58개 팀이 이 지역 출신이며, 잉글랜드 지역별로 따지면 1위다. 맨체스터 시에는 국립축구박물관도 있다. 다음은 노스웨스트잉글랜드 지역을 연고지로 한 프리미어리그와 풋볼리그 팀이다.
프리미어리그
- 번리 FC (랭커셔 번리)
- 에버턴 FC (머지사이드 리버풀)
- 리버풀 FC (머지사이드 리버풀)
- 맨체스터 시티 FC (그레이터맨체스터 맨체스터시 브래드퍼드위드베스윅)
- 맨체스터 유나이티드 FC (그레이터멘체스터 스트레트퍼드 올드트래퍼드)

챔피언십
- 볼턴 원더러스 FC (그레이터맨체스터 볼턴 호리치)
- 프레스턴 노스 엔드 FC (랭커셔 프레스턴)

리그 원
- 블랙번 로버스 FC (랭커셔 블랙번)
- 블랙풀 FC (랭커셔 블랙풀)
- 로치데일 AFC (그레이터맨체스터 로치데일)
- 플리트우드 타운 FC (플리트우드)
- 올덤 애슬레틱 AFC (그레이터맨체스터 올덤)
- 크루 알렉산드라 FC (체셔 크루)
- 베리 FC (그레이터맨체스터 베리)
- 위건 애슬레틱 FC (그레이터맨체스터 위건)